# ناحیه کانتن، شهرستان فولتن، ایلینوی
ناحیه کانتن (به انگلیسی: Canton Township) یک منطقهٔ مسکونی در ایالات متحده آمریکا است که در شهرستان فولتن، ایلینوی واقع شده‌است. ناحیه کانتن ۲۰۶ متر بالاتر از سطح دریا واقع شده‌است.